# 批判性话语分析
批判論述分析（或譯批判話語分析、批判性话语分析，Critical discourse analysis）是一种論述（包括書寫與口語文本）的研究方法。批判論述分析建基於後現代對語言和論述的批判，認為論述是特定權力通過操弄語言形成的知識和社會實踐。批判性话语分析主要研究論述、權力与意识形态三者之间的内在关联以及权力是如何通过論述的使用而建立和强化的。不過批判論述分析尚未形成完整的理论体系和一套行之有效的分析方法，其对意识形态的解读也經常遭人質疑。批判論述分析是20世纪70年代由东盎格利亚大学學者罗杰·福勒等人提出。

## 更多阅读
- Amoussou, F., & Allagbe, A. A. (2018). Principles, Theories and Approaches to Critical Discourse Analysis[]. International Journal on Studies in English Language and Literature, 6(1), 11-18.